# تشيفاز ريغال
تشيفاز ريغال (بالإنجليزية: Chivas Regal)‏ ويسكي سكوتش مخلوط من إنتاج شركة الأخوين تشيفاز "Chivas Brothers" وهي جزء من شركة بيرنو ريكار، وُجدت عام 1786 في موطنها بمعمل تقطير ستراذيسلا في كيث، موراي بمنطقة سبيسايد في اسكتلندا، وهو أقدم معمل تقطير في المرتفعات مايزال مستمراً في العمل.
تشيفاز ريغال هو الويسكي سكوتش الرائد في السوق بعمر 12 عاماً فما فوق في أوروبا وآسيا المحيط الهاديء. نمت مبيعاتها إلى 61% بين عامي 2002 و2008. على مستوى العالم حققت تشيفاز ريغال حجم مبيعات بلغ 4,9 مليون صندوق فئة 9 لترات بين عامي 2012 و2013. لكن المبيعات انخفضت إلى 4,4 مليون صندوق عام 2015. كان هذا الويسكي المخلوط الرابع عالمياً من حيث أفضل المبيعات منذ عام 2016.

## التاريخ
قبل 1823: ما قبل تقنين تقطير الويسكي

كان الأخوان جيمس وجون تشيفاز، المولودان عام 1810 و1814 على التوالي، طفلين من بين أربعة عشر طفلاً ولدوا لروبرت وكريستيان تشيفاز، ويعيشون في مزرعة ستراثيثان الصغيرة في أبرشية إيلون في أبردينشاير. في عام 1836 وبعمر 26 و22 قرر جيمس وجون ترك أسلوب حياتهما الريفي المُعدَم بحثاً عن فرص أفضل في أبردين، على مسافة 30 كيلومتراً.

إنضم جيمس إلى ويليام ادواردز الذي اشترى في عام 1828 متجراً جيداً للبقالة والسلع الفاخرة والنبيذ، ومتجر خمور من أحد أفراد عائلة جون فورست، وكان فورست قد افتتحه عام 1801، لكنه توفي عام 1828. أصبح جيمس شريكاً عام 1838. بدأ جون بالعمل في شركة للأحذية والملابس بالجملة، DL Shirres and Co ، هذه الشركة ستمنح حقوق التوزيع لشركة تشيفاز بروذرز من عام 1860 وحتى 1886، منذ دخول جون تشيفاز وحتى وفاة جيمس تشيفاز، وبعدها كذلك.

توفي إدواردز عام 1841، وتولى تشارلز ستيوارت الإدارة. في عام 1843 مُنح تشارلز وتشيفاز تفويضاً مَلَكياً لتوريد بضائع للملكة فيكتوريا. عام 1850 تم تعيين ستيوارت وتشيفاز بَقّالَين مَلَكيين لوالدة الملكة دوقة كينت، وتبع ذلك العديد من التفويضات المَلَكية في السنوات اللاحقة. الميزة العظيمة في التفويضات الملكية، ان الطبقة العليا الراقية للنبلاء تسعى دوماً لتَتَبُّع وتقليد الملوك، ليُنظر لها بأهمية، وهذا ما أدى إلى إقبال الأثرياء عليهم بشكل كبير.
1823-1893: تقنين تقطير الويسكي وأصول إنتاجه

في اسكتلندا تم تقنين تقطير الويسكي في عام 1823، ما أدى إلى تزايد العلامات التجارية في السوق، بعضها كان رديئاً ويسبب التسمم احياناً، وبعضها كان ينتج بنسبة كحول 70-72% (ABV)، لكن الغالبية كانت بنسبة 60-65% (ABV)، مُشَرَّبة بعد التقطيع في الماء. كان هناك القليل من العلامات التجارية الجيدة، وأخبارها أخذت تنتقل شفاهاً، حدّد آرثر بيل الويسكي الفاخر بأنه الذي بِيع ونسبة كحوله 65% (ABV). والتي تم تذوقها بعد إضافة الصودا.

تم تقنين حقن الويسكي داخل مستودعات بوند في عام 1853 بموجب قانون فوربس ماكنزي، ومع المزج، زاد عدد العلامات التجارية المتاحة للبيع بين عشية وضحاها. خلال هذه الفترة، قرر ستيوارت وجيمس تشيفاز الاستجابة لمطالب عملائهم الأثرياء للحصول على ويسكي أفضل، من خلال مزج الشعير المختار لإنشاء مزيج خاص. تم إطلاق أول ويسكي سكوتش شراب الشعير مخلوط للشركة، وهو Royal Glen Dee، في عام 1854.
 غادر ستيوارت في عام 1857 ، مما فسح المجال لجون، لتصبح تسمية الشركة الأخوين تشيفاز Chivas Brothers. في عام 1863، تم إطلاق ويسكي سكوتش المخلوط، وهو مزيج من الشعير والويسكي ذو العشر سنوات من العمر، رويال ستراذيثان.

وصفت طبعة 8 مايو 1890 من مجلة اسكتلندا، شركة الأخوين تشيفاز بانها «بلا شك الأفضل في المبيعات في شمال اسكتلندا».
1893- الوقت الحالي: مابعد عائلة تشيفاز

توفي آخر فرد فعّال في عائلة تشيفاز وهو ألكسندر ابن جيمس في عام 1893. بعدها أصبح مجلس إدارة الشركة هو القائم على مهمة إدارة أعمال الشركة، وبضمنه ألكسندر سميث المساعد الموثوق والذراع الأيمن لألكسندر تشيفاز، وكبير الخبراء تشارلز ستيوارت هوراد.

في عام 1895 عرض سميث وهوارد شراء الحصة الأكبر في الشركة وحصة العائلة، تمت الموافقة لكن بشرط بقاء اسم الأخوين تشيفاز إلى الأبد.

في تسعينيات القرن التاسع عشر كان لدى شركة تشيفاز عملاء لتقييم ظروف السوق في الولايات المتحدة، فريق التسويق أرسل تقاريره إلى الشركة متحدثاً عن اقتصاد مزدهر يبحث عن الرفاهية.

في عام 1900 قرر هوارد عمل مزيج جديد في ذكرى الأخوين المؤسسين جيمس وجون. باستخدام أفضل أنواع منقوع الشعير والقمح الموجودة في الأسواق والشركة. فابتكر هوارد وصفة يطغى عليها منقوع الشعير تناسب الفاتورة. من خلال تقديم مصطلح «ريغال»، ابتكر هوارد ويسكي بعمر 25 عاماً في عام 1909 يدعى «تشيفاز ريغال»، أقدم ويسكي مخلوط آنذاك، وأطلقه في الولايات المتحدة، ما جعله أول وأقدم ويسكي فاخر في العالم.

كان الطريق آنذاك واحداً بالنسبة لتشيفاز ريغال، من عام 1909 وحتى 1915، وخلال هذه الفترة بدأت الحرب العالمية الأولى والتي أصبحت قضية بطيئة وطويلة (1914-1918)، تم استنفاذ المخزون القائم حيث فاق الطلب العرض. وتم اغلاق ممرات الشحن البحري إلى الولايات المتحدة، وتحولت تشيفاز إلى بناء المذاخر في الوطن.

اشترت شركة ويسكي Brokers Morrison & Lundie شركة تشيفاز عام 1936، وقررت أنه من الصعوبة الحفاظ على البراميل القديمة لفترة طويلة، فقاموا بإنهاء منتوج (لوخ نيس 20 YO)، وقلّصوا إنتاج (تشيفاز 25) بشكل كبير. ما أدى إلى تراجعهم عن موقعهم المتقدم وزوالهم. لكنهم أخذوا بالتركيز على منتوج 12 YO العلامة الممتازة الاقل مبيعاً، وهو القرار الذي سيُنظر اليه بحكمة فيما بعد عندما اندلعت الحرب العالمية الثانية (1939-1945) في أوربا.
 شهد عام 1939 الظهور الأول والمستمر لويسكي تشيفاز ريغال 12 YO المخلوط، فيما كان سيصبح قيمة قياسية عالمية من 75 درجة، أي 42,8 % ABV، (يضع الأمريكيون علامة 86 دليلًا لأنهم يضاعفون ABV للوصول إلى قيمة الإثبات). منذ الآن وصاعداً، ستكون الجودة، العمر (12 عاماً بشكل عام)، الكلفة (عالية)، الشعبية (المبيعات)، الديموغرافيا (العليا)، هي محددات الويسكي الإسكتلندي الفاخر.

تم شراء شركة تشيفاز من قبل شركة سيغرمس (Seagrams) عام 1949، ما أتاح نظام توزيع وتسويق أوسع بكثير. كانت شركة سيغرمس مملوكة لليهودي الكندي صمويل برونفمان، وبعد انفتاح الشرق الأوسط على الأسواق بعد الازدهار النفطي وانشاء منظمة أوبك، تم حظر منتجات شركة سيغرمس بما في ذلك تشيفاز ريغال في الدول العربية المستقلة أوائل الستينيات. تراجعت تشيفاز بعدها بأربعة عقود تقريباً، حينما كانت تحت إدارة بيرنو ريكار، لكن سرعان ما ازدهرت بسرعة إلى موقع الريادة في أسواق آسيا المطلة على المحيط الهاديء.

في عام 1950، اشترت الشركة مصنع تقطير ميلتون (ميلتاون)، وغيرت اسمه إلى (ستراذيسلا) وهو منزل العلامة التجارية في كيث إلى هذا الوقت. المنتج ستراثيسلا منقوع الشعير المفرد هو مكون رئيس للشعير في المزيج.

في عام 1997، تم توسيع نطاق تشيفاز ريغال مع إطلاق أنواع اقدم من الويسكي مثل (تشيفاز ريغال 18 عاماً)، وفي عام 2007 (تشيفاز ريغال الجديد 25 عاماً). منتوجات أخرى تلت ذلك مثل ميزونارا (Mizunara) في 2014، وآيكون (Icon) في 2015، و (XV) في 2018.

في عام 2001 إمتلك بيرنو ريكار تشيفاز ريغال.

## مصنع تقطير ستراذيسلا

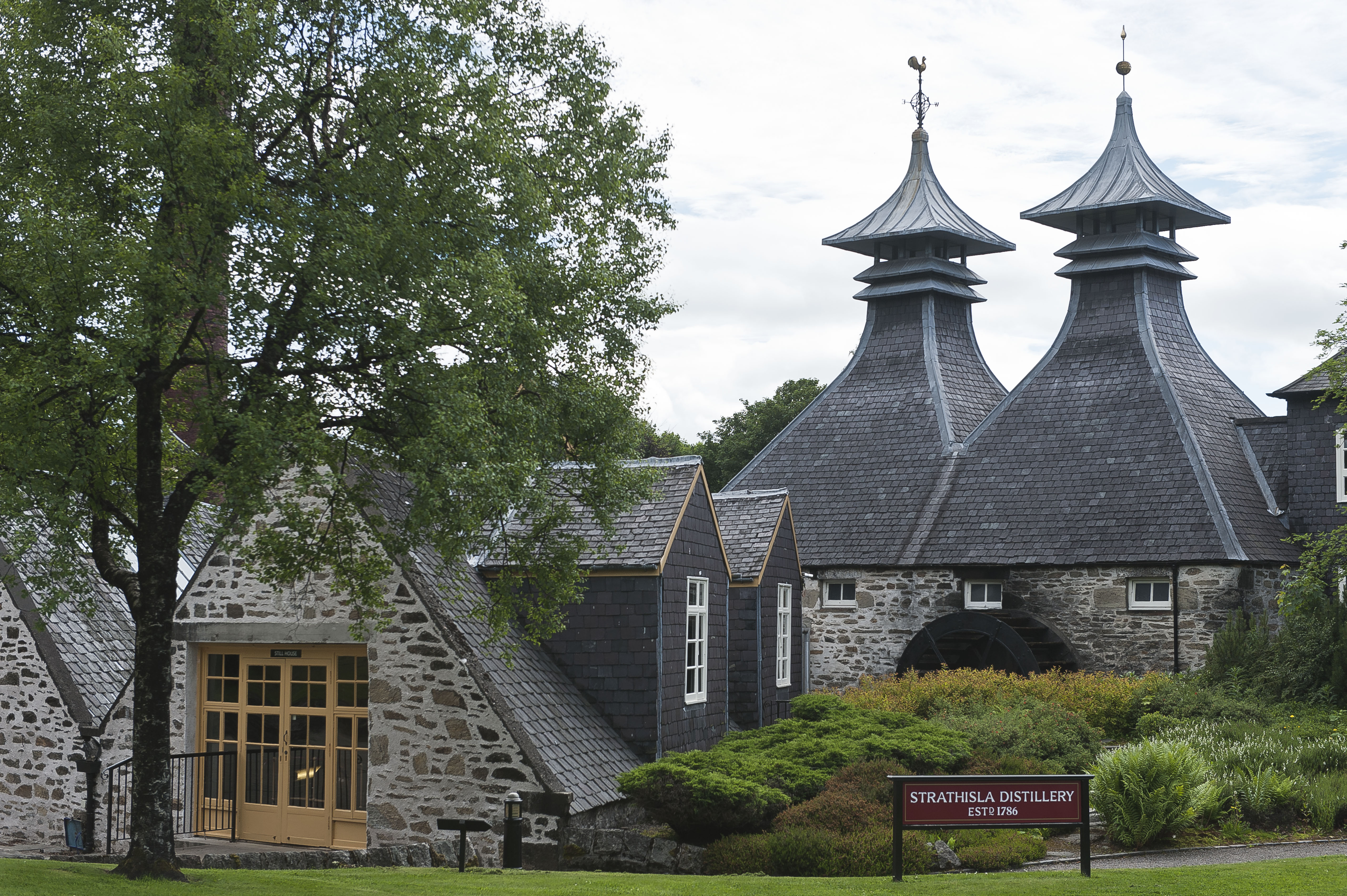
مصنع تقطير ستراذيسلا

يقع مصنع تقطير ستراذيسلا في سبايسايد في اسكتلندا، وهو موطن تشيفاز ريغال ومركز زوّاره. تأسس عام 1786 باسم مصنع تقطير ميلتون/ميلتاون، وهو أقدم معمل تقطير في المرتفعات الأسكتلندية.
 منقوع شعير ستراذيسلا المنفرد هو نواة ويسكي الشعير في جميع أنواع خليط تشيفاز ريغال، ويُدَعَّم بمنقوع الشعير من مصانع التقطير الاسكتلندية الشهيرة في لونغمورن، غلينليفيت، Allt-a-Bhainne، وقرى ميلتوندف وبريس في غلينليفيت (تعرف اليوم باسم بريفيل)، والقمح من مصنع تقطير ستراثكلايد في الأراضي الأسكتلندية المنخفضة.

## الجوائز
كان اداء تشيفاز ريغال جيداً في تصنيفات مسابقات المشروبات الروحية، في عام 2013 منحت لجنة حكام مسابقة سان فرانسيسكو الدولية للمشروبات الروحية ميداليتين ذهبيتين لويسكي تشيفاز ريغال فئات 18 عاماً و21 عاماً و25 عاماً.

## وصلات خارجية
- الموقع الرسمي